# 圆脊肋盾虫
圆脊肋盾虫（学名：Pleuraspis costata）为穿盾虫科肋盾虫属的动物。分布于大西洋、俾斯麦群岛、锡兰、苏门答腊、科孚、地中海以及中国东海等海域。